# Komuna e Qesaratit
Komuna e Qesaratit är en kommun i Albanien.   Den ligger i prefekturen Qarku i Gjirokastrës, i den södra delen av landet, 100 km söder om huvudstaden Tirana.
Trakten runt Komuna e Qesaratit består till största delen av jordbruksmark.  Runt Komuna e Qesaratit är det ganska glesbefolkat, med 30 invånare per kvadratkilometer.